# Gré Hekket
Gerarda Margaretha (Gré) Hekket (Alkmaar, 10 februari 1919 – Zeist, 26 november 2018) was een kantoorbediende bij de Nederlandse Spoorwegen, die in april 1943 in een telex aan alle stationshoofden opriep tot staking.

## Biografie
Gré Hekket werd in 1919 geboren in Alkmaar, als dochter van Hendrik Hekket en Jannetje Termaat. In 1924 verhuisde het gezin Hekket naar Utrecht, waar het in de Kanaalstraat ging wonen.
Ze werkte vanaf 1941 als telexiste, telefoniste en telegrafiste bij de Nederlandse Spoorwegen in het Centraalgebouw te Utrecht, tegenwoordig beter bekend als De Inktpot. Op 29 april 1943 begonnen in Nederland de April-meistakingen, waaraan de NS niet deelnam. Op 30 april 1943, rond het middaguur, verzond Hekket uit eigen beweging een telex naar de twaalf hoofdstations met de tekst: “Hierbij verklaren wij, dat Hgb I, II en III vanaf 14 uur in staking zullen overgaan. Coll en opbellen als begrepen”. Het telexbericht werd een half uur na de verzending ervan door de directie van de NS tegengesproken. Circa 900 NS-medewerkers hadden toen het werk al neergelegd. Zij kregen te horen dat ze niet zouden worden ontslagen als ze het werk weer zouden hervatten. Hekket zelf werd dezelfde dag nog gearresteerd.
Hekket werd veroordeeld tot vijftien jaar tuchthuisstraf. Ze zat vast in gevangenis Wolvenplein, en later in Duitsland. 
In december 1943 werd ook haar cheffin, Hendrika Maria van Piggelen, naar aanleiding van de stakingsoproep gearresteerd. Tijdens de rechtszitting werd Van Piggelen verantwoordelijk gehouden voor de opstandige sfeer op 30 april 1943. Van Piggelen had zich negatief uitgelaten over het besluit van de NS-directie om niet te staken en had dreigende taal geuit. Ook Hekket getuigde tegen Van Piggelen. Van Piggelen werd veroordeeld tot anderhalf jaar vrouwentuchthuis. Zij overleed tijdens gevangenschap in Bautzen.
Hekket werd na twee jaar gevangenschap door de Russen bevrijd.